# World Capital Tower
La World Capital Tower est un gratte-ciel de 244 mètres en construction à Jakarta en Indonésie. Son achèvement est prévu pour 2018. 